# Vương Quý
Vương Quý (tiếng Trung: 王貴; ?-1153), người huyện Thang Âm, Tương Châu (nay là huyện Thang Âm, thành phố An Dương, tỉnh Hà Nam), là một tướng lĩnh Nam Tống, bộ tướng của Nhạc Phi, ban đầu từng đảm nhiệm Trung quân Thống chế của Nhạc Gia Quân, sau làm tới chức Thị Vệ Thân quân Bộ quân Phó Đô Chỉ huy sứ, Vũ An quân Thừa tuyên sứ, Phúc Kiến lộ Mã Bộ quân Phó Đô Tổng quản, sau khi chết truy tặng Ninh Quốc quân Tiết độ sứ.

## Tiểu sử

### Tham gia kháng Kim
Vương Quý cùng Từ Khánh là đồng hương của Nhạc Phi, ngay từ sớm đã đi theo Nhạc Phi tòng quân.
Tháng 7 năm 1130, Nhạc Phi thụ phong Thông Thái trấn phủ sứ, kiêm tri Thái châu. Vương Quý giữ chức Thông Thái trấn phủ ti thống chế, dưới trướng trấn phủ sứ Nhạc Phi. Tháng 8, Nguyên soái tả giám quân nước Kim là Hoàn Nhan Xương vây khốn Sở châu, buộc Nhạc Phi phải dẫn kỵ binh đi trước, để thống chế Vương Quý dẫn quân chủ lực từ Giang Âm qua sông. Không lâu sau, Sở châu thất thủ. Nhạc Phi rút về Thái châu. Tháng 11, Hoàn Nhan Xương đánh Thái châu, Nhạc Phi rút về bờ nam.
Năm 1132, Vinh châu đoàn luyện sứ, tri Dĩnh châu Tào Thành thu quân 10 vạn, ý đồ cướp phá vùng đông nam, thông đồng người Kim. Triều đình phái Nhạc Phi làm quyền tri Đàm châu, quyền Kinh Hồ đông lộ an phủ sử, Mã bộ quân đô tổng quản, xuất quân đánh dẹp Tào Thành. Tháng 4, Tào Thành thua trận, chạy sang Liên châu. Nhạc Phi phái thống chế Trương Hiến truy kích, đuổi Tào Thành đến Quảng Nam đông lộ, lại phái trung quân thống chế Vương Quý tiếp tục truy quét Tào Thành đến Kinh Hồ nam lộ.
Tháng 2 năm 1133, triều đình lại phái Nhạc Phi, khi đó giữ chức Trung Vệ đại phu, Vũ An quân thừa tuyên sứ, Thần Vũ phó quân đô thống chế dẫn quân đánh dẹp hai châu Cát, Kiền. Bấy giờ, thế lực sơn tặc Bành Hữu, Lý Mãn ở Cát châu, Trần Ngung, La Nhàn ở Kiền châu, tổng cộng hơn mười người cát cứ hai châu, đánh cướp các nơi, phản kháng triều đình. Nhạc Phi chia quân hai đường, lấy Vũ Hiển đại phu, Các môn Tuyên tán xá nhân, trung quân thống chế Vương Quý cùng tiền quân thống chế Trương Hiến cùng nhau tiến quân đánh Cát châu, bắt sống bọn Bành, Lý. Nhạc gia quân thừa thắng đánh Kiền châu, chia quân phá hơn trăm tòa sơn trại. Tháng 9, Nhạc Phi dâng biểu thỉnh công, mong triều đình thăng ba chức quan cho Vương Quý. Triều đình nhận thấy Vương Quý đã giữ chức Vũ Hiển đại phu, nên quan chức phải trao cho người thân.
Tháng 3 năm 1134, Nhạc Phi được giữ chức Trấn nam quân thừa tuyên sứ, Thần Vũ hậu quân thống chế, Giang Nam tây lộ Thư, Kỳ châu chế trí sứ kiêm Kinh Hồ nam lộ Ngạc, Nhạc châu chế trí sứ, xuất quân đánh Kim, mục tiêu là thu phục phủ Tương Dương, các châu Đường, Đặng, Tùy, Dĩnh cùng Tín Dương quân thuộc Kinh Tây lộ. Tháng 5, Nhạc Phi lại kiêm chế trí sứ hai châu Hoàng, Phục, Hán Dương quân, phủ Đức An. Trước khi xuất chinh, Tống Cao Tông ban riêng cho các tướng Vương Quý, Trương Hiến, Từ Khánh mỗi người một chiến bào thêu chỉ vàng, một chiếc đai lưng vàng. Tháng 7, Nhạc Phi phái Vương Quý, Trương Hiến đánh Đặng châu, đánh đuổi Lý Thành, phá tan liên quân Kim-Tề bày trận ở ngoài thành, thừa thắng thu phục Đặng châu.
Năm 1135, Nhạc Phi phụng chiếu đánh dẹp Dương Ma, lấy mấy vạn tráng đinh của Dương Ma thu vào Nhạc gia quân. Nhạc gia quân từ khoảng 3 vạn người phát triển tới khoảng 10 vạn người, lấy trung quân thống chế Vương Quý, tiền quân thống chế Trương Hiến, Từ Khánh, Ngưu Cao, Đổng Tiên làm trụ cột. Tháng 5, Vương Quý được thăng chức từ Củng Vệ đại phu, Hòa châu phòng ngự sứ, lên Đệ châu phòng ngự sứ, Long Thần vệ tứ sương đô chỉ huy sứ.

### Phản bội Nhạc Phi
Năm 1140, Nhạc Phi trên đường bắc phạt bị ép phải thu quân, sau khi trở về thì bị giam giữ. Năm 1141, triều đình bắt đầu giải trừ binh quyền của Nhạc Phi, phân tán Nhạc gia quân, đổi phiên hiệu thành Ngạc châu trú trát ngự tiền chư quân, tạm thời giao cho Vũ An quân thừa tuyên sứ, ngự tiền trung quân thống thế, quyền đô thống chế Vương Quý tiết chế. Nhạc gia quân quân kỷ nghiêm minh, Vương Quý từng vi phạm, mấy lần suýt bị Nhạc Phi xử tử. Tần Cối biết điều đó, sai Trương Tuấn bắt giữ Quý, dùng gậy đánh đập, ép Quý tố cáo Nhạc Phi mưu phản. Vương Quý không nghe theo: Làm đại tướng không tránh khỏi thi hành thưởng phạt, nếu oán hận điều này, sao gánh vác được trách nhiệm làm tướng. Tuấn không cam lòng, bèn lấy việc nhà của Quý ra đe dọa, buộc Quý khuất phục. Mặt khác, thuộc cấp của Trương Hiến là Vương Tuấn do tham nhũng mà bị cách chức, cũng nghe theo lệnh Tấn Cối vu cáo Hiến mưu đồ nổi loạn ở Tương Dương để giành lại binh quyền cho Nhạc Phi. Trương Tuấn sau đó ép Vương Quý đi bắt giữ Trương Hiến.
Năm 1142, Nhạc Phi cùng Trương Hiến, Nhạc Vân bị triều đình sát hại. Vương Quý được thăng chức Thị vệ thân quân Bộ quân ti phó đô chỉ huy sử, Thiêm sai Phúc Kiến lộ mã bộ quân phó tổng quản, bị buộc phải rời khỏi quân đội. Vương Tuấn thăng chức quan sát sứ. Năm 1145, Vương Quý bị xóa hai chữ "Thiêm sai", vẫn giữ quan tước như cũ. Người đương thời thấy các tướng Nhạc gia quân đều bị giáng chức, chỉ có Quý, Tuấn thăng quan, đều đoán được rằng hai người đã phản bội, tham gia vu cáo, hãm hại Nhạc Phi.
Tháng 8 năm 1153, Vương Quý chết bệnh. Năm 1158, được triều đình truy tặng Ninh Quốc quân tiết độ sứ.

## Trong văn hóa
Trong tiểu thuyết Thuyết Nhạc toàn truyện, Vương Quý là người thôn Kỳ Lân, huyện Nội Hoàng, phủ Đại Danh, là con trai của viên ngoại Vương Minh với một người thiếp do Nhạc An Nhân, cha của Nhạc Phi mai mối. Vương Quý nhỏ hơn Nhạc Phi một tuổi, cùng con của hai viên ngoại trong thôn là Thang Hoài, Trương Hiển theo Nhạc Phi học tập, quậy phá.